# Barbara Wotjak
Barbara Wotjak (* 13. November 1940 in Reblin; † 7. April 2017) war eine deutsche Sprachwissenschaftlerin. Als Professorin für Deutsch als Fremdsprache lehrte sie vorrangig am Herder-Institut der Karl-Marx-Universität Leipzig und an der Philologischen Fakultät der Universität Leipzig. Zu ihren Arbeitsschwerpunkten zählten u. a. die Lexikologie, die Lexikographie und die Phraseologie.

## Leben
Barbara Wotjak wurde am 13. November 1940 in Reblin geboren. 1945 erfolgte die Aussiedlung aus Pommern über Mecklenburg nach Thüringen. Nach dem Besuch der Grundschule in Hainrode und Eisenach legte sie 1959 an der Luther-Oberschule Eisenach ihr Abitur ab. Von 1959 bis 1961 absolvierte sie ein Lehrerstudium für Französisch-Deutsch an der Karl-Marx-Universität Leipzig. Anschließend studierte sie bis 1964 Romanistik (Französisch, Portugiesisch) und Germanistik. Nach Abschluss des Diplomstudiums war sie ein Jahr lang redaktionelle Mitarbeiterin und Sprecherin in der Sektion Lateinamerika (Brasilien) bei Radio Berlin International. Von 1965 bis 1976 arbeitete Barbara Wotjak als Lehrerin im Hochschuldienst am Herder-Institut der Universität Leipzig im Bereich der Aspirantenausbildung und legte während dieser Zeit ein pädagogisches Hochschulzusatzexamen ab. Von 1976 bis 1980 erfolgte die planmäßige Aspirantur bei Gerhard Helbig. Ferner begleitete sie ihren Mann, Gerd Wotjak, nach Kuba, wo sie an der Universität Havanna und an der Pädagogischen Hochschule für Fremdsprachen Havanna Spanisch- und Deutschunterricht erteilte.
1981 promovierte sie zur Dr. phil. in Sprachwissenschaft an der Karl-Marx-Universität Leipzig zum Thema „Untersuchungen zu deutschen Verben des Beförderns unter Berücksichtigung ausgewählter spanischer Äquivalente“ mit dem Prädikat magna cum laude. Die Habilitation folgte 1989 mit der Arbeit „Zu Inhalts- und Ausdrucksstrukturen verbaler Phraseolexeme in System und Text“. Für diese Schrift wurde sie mit dem Wilhelm-Gottfried-Leibniz-Preis der Karl-Marx-Universität Leipzig in Anerkennung hervorragender Leistungen in Ausbildung und Forschung ausgezeichnet. 1990 erlangte sie die Venia legendi für das Fachgebiet Deutsch als Fremdsprache/Linguistik, woraufhin sie bis 1992 als Dozentin am Herder-Institut lehrte und auch an der Universität Saarbrücken Seminare durchführte. In den Jahren von 1991 bis 1998 und 2001 bis 2003 wurde Barbara Wotjak, nachdem sie zuvor als wissenschaftliche Assistentin und Oberassistentin tätig war, zur stellvertretenden Direktorin des Herder-Instituts der Universität Leipzig berufen. Dort leitete sie die Abteilung Fort- und Weiterbildung/Kurse auf dem Gebiet Deutsch als Fremdsprache. Von 1992 bis zu ihrer Emeritierung im Jahr 2006 hatte sie eine Professur für Deutsch als Fremdsprache mit dem Spezialgebiet Lexikologie an der Philologischen Fakultät der Universität Leipzig inne. Ferner war sie im Rahmen der Hochschulerneuerung Mitglied in Personal-, Auswahl- und Berufungskommissionen der Universität Leipzig. Neben den Verpflichtungen in Lehre und Forschung leitete sie zudem über viele Jahre vom Auswärtigen Amt geförderte Projekte. In den Jahren von 1998 bis 2001 und 2003 bis 2005 war Barbara Wotjak Geschäftsführende Direktorin des Herder-Instituts. Ab 2008 war sie stellvertretende Chefredakteurin der Zeitschrift „Deutsch als Fremdsprache“.

## Funktionen und Mitgliedschaften (Auswahl)
- Vorstandsmitglied im Verein interDaF e.V. am Herder-Institut der Universität Leipzig (1992–2006)
- Sektionsleiterin im Rahmen der 10. Internationalen Deutschlehrertagung (August 1993 in Leipzig)
- Projektleiterin „Fenster: Fernstudienzyklus DaF für Studierende aus Polen und Tschechien“ (1993–1997)
- Projektleiterin „Impulse: Fernstudienkurs DaF für polnische Fachleute aus der Wirtschaft“ (1997–2001)[5]
- Gutachtertätigkeit im Rahmen einer Lektoren-Auswahlkommission des DAAD für Lateinamerika und Afrika (1999–2006)
- Hochschulberaterin in der Entwicklungszusammenarbeit für den DAAD mit der Universidade Federal do Pará in Belém, Brasilien (2008–2010)
- Beiratsmitglied der Europäischen Gesellschaft für Phraseologie (mit Sitz in Zürich)
- Beiratsmitglied und stellvertretende Chefredakteurin der Zeitschrift „Deutsch als Fremdsprache“ (seit 2008)[6]

## Arbeitsschwerpunkte
- Lexikologie
- Lexikographie
- Phraseologie
- Phraseographie
- Valenz- und Kasustheorie
- Kontrastive Linguistik

## Schriften (Auswahl)

### Monografien und Übungsbücher
- Untersuchungen zu Inhalts- und Ausdrucksstruktur ausgewählter deutscher Verben des Beförderns (= Linguistische Studien, ZISW, Reihe A, H. 103). Berlin 1982 (Diss.)
- Zusammen mit Manfred Richter: Deutsche Phraseologismen. Ein Übungsbuch für Ausländer. Leipzig/Berlin/München 1993.
  - Neu aufgelegt in leicht überarbeiteter Version als: Sage und schreibe. Deutsche Phraseologismen in Theorie und Praxis. Leipzig 1993, ISBN 3-324-00304-0.
- Verbale Phraseolexeme in System und Text (= Reihe Germanistische Linguistik, 125). Niemeyer, Tübingen 1992, ISBN 3-484-31125-8 (Habil.)

### Herausgeberschaft und Projektleitung
- Projektleitung: Fernstudienzyklus „Fenster“ (DaF für Lerner mit polnischer/tschechischer Muttersprache). H. 1–12, Verlag H.Schubert, Leipzig 1995/96/97/98
- Projektleitung: Fernstudienzyklus „Impulse“ (DaF für polnische Fachleute aus der Wirtschaft). H. 1–5, Verlag Placet, Warschau 2001, 1977–2001
- Gastherausgeberschaft einer Nummer der Zeitschrift Fremdsprache Deutsch. H. 15/2, Klett, Stuttgart 1996 – Sondernummer zu Redewendungen und Sprichwörter.
- mit Bernd Skibitzki: Linguistik und Deutsch als Fremdsprache. Festschrift für Gerhard Helbig zum 70. Geburtstag. Niemeyer, Tübingen 1999.

### Artikel
- Zur Darstellung der Zuordnungsbeziehungen zwischen formalgrammatischer Ausdrucksstruktur und propositionalsemantischer Inhaltsstruktur. In: DaF, H. 2, 1982, S. 103–107.
- mit Gerd Wotjak: Zur semantischen Mikrostrukturanalyse ausgewählter deutscher Verben. In: DaF, H. 3, 1983, S. 144–152.
- Dem Phraseologismus auf den Zahn gefühlt. In: Approches, Journées d' études de l'APLV, Bordeaux 1985, S. 13–21.
- Aspekte einer konfrontativen Beschreibung von Phraseolexemen deutsch-spanisch. In: Linguistische Arbeitsberichte (LAB) H. 59, Leipzig 1987, S. 86–100.
- Phraseologismen im Sprachvergleich. In: Gerd Wotjak, Antonio Regales (Hg.): Studien zum Sprachvergleich Deutsch-Spanisch. Valladolid 1988, S. 91–102.
- Der Gag heiligt die Mittel? Modifikationen und Vernetzungen von Sprichwörtern im Text. In: Sprachpflege, H. 9, Leipzig 1989, S. 125–129.
- Phraseolexeme in System und Text: einige Konsequenzen für den Fremdsprachenunterricht. In: Wissenschaftliche Beiträge der Karl-Marx-Universität Leipzig 1990, S. 81–83.
- Rede-„Wendungen“ in „Wende“-Reden. In: DaF 1, 1991, S. 47–51.
- Mehr Fragen als Antworten? Problemskizze (nicht nur) zur konfrontativen Phraseologie. In: Csaba Földes (Hg.): Deutsche Phraseologie in Sprachsystem und Sprachverwendung. Wien 1992, S. 197–21.7
- Fuchs, die hast du ganz gestohlen: Zu auffälligen Vernetzungen von Phraseologismen in der Textsorte Anekdote. In: Barbara Sandig (Hg.): Studien zur Phraseologie und Parömiologie (= EUROPHRAS, 92). Bochum 1994, S. 619–650.
- mit Gerd Wotjak: Werben für Verben? Betrachtungen im Grenzfeld zwischen Lexikon und Grammatik. In: Heidrun Popp (Hg.): Deutsch als Fremdsprache. An den Quellen eines Faches. München 1995, S. 235–286.
- Redewendungen und Sprichwörter. Ein Buch mit sieben Siegeln? In: Fremdsprache Deutsch. Stuttgart 1996, H. 15/2, S. 4–9.
- Unidades fraseológicas en un diccionario de aprendizaje del alemán como lengua extranjera. In: Gerd Wotjak (Hg.): Estudios de fraseología y fraseografía del español actual. Vervuert-Verlag, Frankfurt am Main 1998, (Lingüística Iberoamericana, no. 6), S. 343–364.
- Zu textuellen Vernetzungen von Phraseologismen am Beispiel von Sprachwitzen. In: Nicole Fernandez Bravo, Irmtraud Behr, Claire Rozier (Hg.): Phraseme und typisierte Rede. Stauffenburg, Tübingen 1999, S. 51–63.
- Alteraciones cotextuales de los fraseologismos. In: Pamiies Bertrán Antonio, Luque Durán, Juan de Dios (Hg.): Trabajos de lexicografía y fraseografía contrastivas. Serie Collectae Universidad de Granada 2000, S. 119–136.
- Lehrwerke aus der DDR – Wirkung und Nachwirkung: Grammatik. In: Gerd Antos, Ulla Fix, Ingrid Kühn (Hg.): Deutsche Sprach- und Kommunikationserfahrungen zehn Jahre nach der „Wende“. Frankfurt a. M. 2001, S. 155–169.

### Übungsmaterialien in Zeitschriften
- Übungen mit phraseologischen Einheiten. In: Sprachpraxis. H. 6, S. 29–30, (1986).
- Übungen zu Phraseologismen. In: Sprachpraxis. H. 3, S. 25–27, (1988).
- Versteckspiel der Sprichwörter. In: Sprachpraxis. H. 4, S. 26–27, (1988).
- Sprichwörtliches an der Schwelle zum neuen Jahr. In: Sprachpraxis. H. 6, S. 24, (1988).
- Spielend lernen. In: Sprachpraxis. H. 6, S. 26–27, (1989).

### Rezensionen
- Gerhard Helbig: Sprachwissenschaft – Konfrontation – Fremdsprachenunterricht. In: Fremdsprachenunterricht. Berlin 1982, S. 372–373.
- Gert Jäger, Albrecht Neubert (Hg.): Äquivalenz bei der Translation (= Übersetzungswissenschaftliche Beiträge. 5). In: DaF. 5 (1984), S. 314–316.
- Gerhard Helbig: Valenz – Satzglieder – semantische Kasus – Satzmodelle. Leipzig 1982. In: Fremdsprachenunterricht. 4 Berlin (1985), S. 208–209.
- Ernst Bartsch (Hg.): Wie das Land, so das Sprichwort. Leipzig 1989, In: DaF. 3 (1991), S. 187–188.
- Hans Hunfeld: Sprichwörtlich. Klett Edition Deutsch, München 1989, In: Fremdsprache Deutsch, H. 15/2 (1996), S. 9.
- Jarmo Korhonen (Hg.): Studien zur Phraseologie des Deutschen und des Finnischen (I und II). Brockmeyer, Bochum 1999, In: DaF. 3 (1999), S. 173–175.
- Marianne Schröder, Ulla Fix: Allgemeinwortschatz der DDR-Bürger: nach Sachgruppen geordnet und linguistisch kommentiert. Heidelberg 1997, In: DaF 4 (2000), S. 244–246.
- Mi-Ae Cheon: Zur Konzeption eines phraseologischen Wörterbuchs für den Fremdsprachler. Tübingen 1998, In: DaF. 3 (2001), S. 177–178.